# Vlad Marcoci
Vlad Marcoci (n. 1 februarie 1968, Piatra-Neamț, Neamț, România – d. 10 august 2023, Bicaz, Neamț, România) a fost un deputat român, în  legislatura 2012-2016 din partea Partidului Social Democrat.

## Acuzație
Pe 23 februarie 2021 Vlad Marcoci a fost trimis în judecată de DNA pentru cumpărare de influență Pe 25 ianuarie 2023 Marcoci a fost achitat definitiv de Înalta Curte de Casație și Justiție în acest dosar.